# Nucli IP
En el disseny electrònic, un nucli de propietat intel·lectual de semiconductors (amb acrònim anglès nucli SIP), nucli IP o bloc IP és una unitat reutilitzable de disseny lògic, cel·lular o circuit integrat que és propietat intel·lectual d'una de les parts. Els nuclis IP es poden llicenciar a una altra part o ser propietat i utilitzar-los per una sola part. El terme prové de la llicència de la patent o el copyright del codi font que existeix en el disseny. Els dissenyadors de circuits integrats específics d'aplicació (ASIC) i sistemes de lògica de matriu de portes programables en camp (FPGA) poden utilitzar nuclis IP com a blocs de construcció.
La concessió de llicències i l'ús de nuclis IP en el disseny de xips es van convertir en pràctica habitual als anys noranta. Hi havia molts llicenciants i també moltes fundicions que competien al mercat. El 2013, els nuclis IP amb llicència més àmplia són d'Arm Holdings (43,2% de quota de mercat), Synopsys Inc. (13,9% de quota de mercat), Imagination Technologies (9% de quota de mercat) i Cadence Design Systems (5,1% de quota de mercat).
L'ús d'un nucli IP en el disseny de xips és comparable a l'ús d'una biblioteca per a la programació d'ordinadors o un component de circuit integrat discret per al disseny de plaques de circuit imprès. Cadascun és un component reutilitzable de la lògica de disseny amb una interfície i un comportament definits que ha estat verificat pel seu creador i s'integra en un disseny més gran.

## Nuclis de programari
Els nuclis IP s'ofereixen habitualment com a RTL sintetitzable en un llenguatge de descripció de maquinari com Verilog o VHDL. Aquests són anàlegs als llenguatges de baix nivell com el C en l'àmbit de la programació d'ordinadors. Els nuclis IP lliurats als dissenyadors de xips com a RTL permeten als dissenyadors de xips modificar els dissenys a nivell funcional, tot i que molts venedors d'IP no ofereixen cap garantia ni suport per als dissenys modificats.
Els nuclis IP també s'ofereixen de vegades com a llistes de xarxa genèriques de nivell de porta. La llista de xarxa és una representació d'àlgebra booleana de la funció lògica de la IP implementada com a portes genèriques o cel·les estàndard específiques de procés. Un nucli IP implementat com a portes genèriques es pot compilar per a qualsevol tecnologia de procés. Una llista de xarxa de nivell de porta és anàloga a una llista de codi assemblador en el camp de la programació d'ordinadors. Una llista de xarxes ofereix al venedor principal IP una protecció raonable contra l'enginyeria inversa. Vegeu també: protecció de disseny de disseny de circuit integrat.

## Nuclis de maquinari
Els nuclis durs (o macros durs) són nuclis IP analògics o digitals la funció dels quals no pot ser modificada significativament pels dissenyadors de xips. Aquests es defineixen generalment com una descripció física de nivell inferior que és específica d'una tecnologia de procés particular. Els nuclis durs solen oferir una millor predictibilitat del rendiment del temps del xip i l'àrea per a la seva tecnologia particular.
La lògica analògica i de senyal mixta es distribueixen generalment com a nuclis durs. Per tant, es proporcionen IP analògiques (SerDes, PLLs, DAC, ADC, PHYs, etc.) als fabricants de xips en format de disseny de transistors (com ara GDSII). Els nuclis IP digitals de vegades també s'ofereixen en format de disseny.